# 契約屋

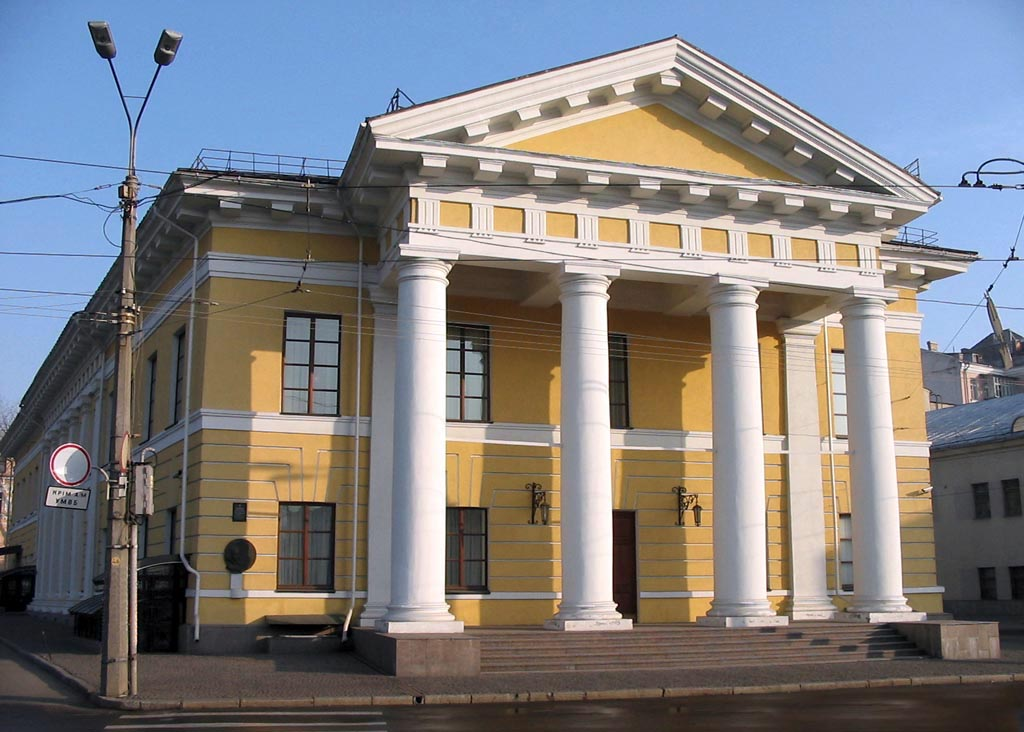
契約屋

契約屋（烏克蘭語：Контрактовий будинок）是烏克蘭首都基輔的一座建築，位於波迪爾區合同廣場。因這裡在歷史上是貿易合同的簽訂地，故而得名。該建築是基輔最重要的古典主義建築之一。